# Robert V. Ferguson
Robert V. Ferguson (Dumbarton, 2 aprile 1848 – New York, 21 aprile 1913) è stato un attore scozzese teatrale e cinematografico.

## Biografia
Lavorò a Broadway e, negli anni dieci, anche nel cinema muto. Usò talvolta i nomi di R.V. Ferguson e di Robert Ferguson.
Morì di asma a 65 anni il 21 aprile 1913 a New York.

## Spettacoli teatrali
- Becky Sharp di Langdon Mitchell (Broadway, 12 settembre 1899)
- The Helmet of Navarre
- Hon. John Grigsby
- Becky Sharp
- Leah Kleschna
- The Eyes of the Heart
- The New York Idea
- Becky Sharp
- Macushla

## Filmografia
- In a Woman's Power, regia di Herbert Brenon - cortometraggio (1913)
- Kathleen Mavourneen, regia di Herbert Brenon - cortometraggio (1913)
- Secret Service Sam, regia di Herbert Brenon (1913)
- Robespierre, regia di Herbert Brenon - cortometraggio (1913)
- Venus and Adonis, regia di Otis Turner - cortometraggio (1914)